# Windows 98
Windows 98 (kodno ime  Memphis) je Microsoftov operacijski sistem, ki je izšel 25. junija 1998 in je nasledil Windows 95. Kot njegov predhodnik je hibridni 16-bitni/32-bitni monolitični izdelek, ki temelji na kodi MS-DOS. 14. septembra 2000 ga je nasledil Windows Me.

## Novi gonilniški standardi
Windows 98 je prvi operacijski sistem, ki uporablja Windows Driver Model (WDM). To žal ni bilo dovolj oglaševano, ko je izšel, zato so proizvajalci strojne opreme še vedno razvijali gonilnike na starejšem standardu, VxD. Standard WDM se je razširil šele nekaj let po izdaji s sistemoma Windows 2000 in Windows XP. Danes gonilniki za novo strojno opremo, tudi če niso prilagojeni za Windows 98, delujejo na Windows 98.

## Sistemske zahteve
- 486DX-2/66 MHz ali močnejši procesor (priporočen procesor Pentium)
- 16 MB RAM (24 MB priporočeno)
- Vsaj 500 MB prostora na disku (odvisno od tipa namestitve)

- Nadgrajevanje z Windows 95 (FAT16) ali 3.1 (FAT): 140-400 MB (običajno 205 MB).
- Sveža namestitev (FAT32): 190-305 MB (običajno 210 MB).
- Opozorilo: Windows 98 in Windows 98 SE imata velike težave z diski, večjimi od 32 GB. To se zgodi samo v določenih nastavitvah Phoenix BIOS. Izdali so posodobitev, ki popravi to napako.
- Opozorilo2: Windows 98 in Windows 98 SE ne moreta kontrolirati diskov, večjih od 137 GB, ker manjka podpora 48 Bit LBA. Možna je poškodba podatkov. Poskusna posodobitev popravi to napako.

- zaslon z VGA ali višjo ločljivostjo
- pogon CD-ROM ali DVD-ROM (prva izdaja je izšla tudi na disketah, vendar je to zelo redko)
- Microsoft Mouse ali druga kazalna naprava[3]

## Predstavitev
Aprila 1998 so v Comdexu na tiskovni konferenci predstavili Windows 98. Predsednik Microsofta, Bill Gates, je poudarjal izboljšano podporo za Plug and Play (PnP). Ko pa je pomočnik predstavitve, Chris Capossela, vključil optični čitalnik in ga skušal namestiti, se je Windows 98 sesul in prikazal Moder zaslon smrti (Blue Screen of Death). Video je postal internetni fenomen.

## Windows 98 Second Edition
Windows 98 Second Edition (krajše tudi SE) je posodobljena izdaja Windows 98. Izšla je 5. maja 1999. Vsebuje veliko popravkov, izboljšano podporo USB in Internet Explorer 5, ki nadomesti počasnejši Internet Explorer 4. Med drugim je tudi NetMeeting 3 in podporo za DVD-pogone. Zgodilo se je tudi, da se je Windows 98 sesul, če je deloval brez prestanka 49,7 dni. Ta napaka je bila odpravljena z Windows 98 SE. Windows 98 Second Edition se lahko dobi kot nadgradnjo ali polno različico.

## Sistemska orodja
- ScanDisk - Orodje za vzdrževanje diska. Na voljo je v DOS in različici z uporabniškim vmesnikom. Uporablja se za vzdrževanje neoporečnosti.
- Defragmentacija diska - Poišče in popravi napake na okvarjenih sektorjih.
- Scanreg - Uporablja se za obnovitev sistemskega registra.
- Msconfig - Sistemsko orodje za omogočanje programov pri zagonu.
- Regedit - Orodje za ročno urejanje registra.

## Različice in razširjanje
| Izdaja        | Različica  | Datum izida    | Internet Explorer |
| ------------- | ---------- | -------------- | ----------------- |
| Windows 98    | 4.10.1998  | 25. junij 1998 | 4.01              |
| Windows 98 SE | 4.10.2222A | 5. maj 1999    | 5.0               |

Na Windows 98 se lahko namestijo DirectX 9.0c, Windows .NET Framework 2.0 in Internet Explorer 6 SP1. Mozilla Firefox ni več podprt od različice 3, brskalnik Opera pa od različice 10. S pomočjo dodatne programske opreme je mogoč tudi priklop trdega diska do 2 terabajta.

## Življenjski cikel
Microsoft je nameraval ukiniti podporo 14. januarja 2004, vendar je zaradi popularnosti podaljšal podporo do 11. julija 2006 skupaj z Windows Me.